# Partito della Rivoluzione Democratica
Il Partito della Rivoluzione Democratica (in spagnolo: Partido de la Revolución Democrática - PRD) è un partito politico messicano di orientamento progressista e socialdemocratico fondato nel 1989 dalla componente di sinistra del Partito Rivoluzionario Istituzionale.
Alle elezioni presidenziali del 2006, il suo candidato López Obrador è stato clamorosamente sconfitto a seguito di uno scrutinio molto controverso che ha decretato la vittoria di Felipe Calderón del Partito Azione Nazionale (Obrador è stato eletto presidente nelle elezioni del 2018, dopo aver lasciato il PRD).
Alle elezioni parlamentari del 2018 ha ottenuto il 5,5% dei voti.
Ha fatto parte dell'Internazionale Socialista.